# GSC2794-1297
GSC2794-1297 є хімічно пекулярною зорею спектрального класу
  й має видиму зоряну величину в
смузі V приблизно 11.3.
.